# Hemistomia
Hemistomia es un género de molusco gasterópodo de la familia Hydrobiidae en el orden de los Mesogastropoda.

## Especies
Las especies de este género son:
| - Hemistomia aquilonaris - Hemistomia beaumonti - Hemistomia caledonica - Hemistomia cautium - Hemistomia cockerelli - Hemistomia crosseana - Hemistomia drubea - Hemistomia dystherata - Hemistomia eclima - Hemistomia fabrorum - Hemistomia fallax - Hemistomia flexicolumella - Hemistomia fluminis - Hemistomia fridayi - Hemistomia gemma - Hemistomia gorotitei - Hemistomia hansi - Hemistomia huliwa - Hemistomia lacinia | - Hemistomia melanosoma - Hemistomia minor - Hemistomia minutissima - Hemistomia napaia - Hemistomia neku - Hemistomia nyo - Hemistomia obeliscus - Hemistomia oxychila - Hemistomia pusillior - Hemistomia rusticorum - Hemistomia saxifica - Hemistomia shostakovichi - Hemistomia ultima - Hemistomia whiteleggei - Hemistomia winstonefi - Hemistomia xaracuu - Hemistomia yalayu - Hemistomia yuaga |